# Hipótese da savana

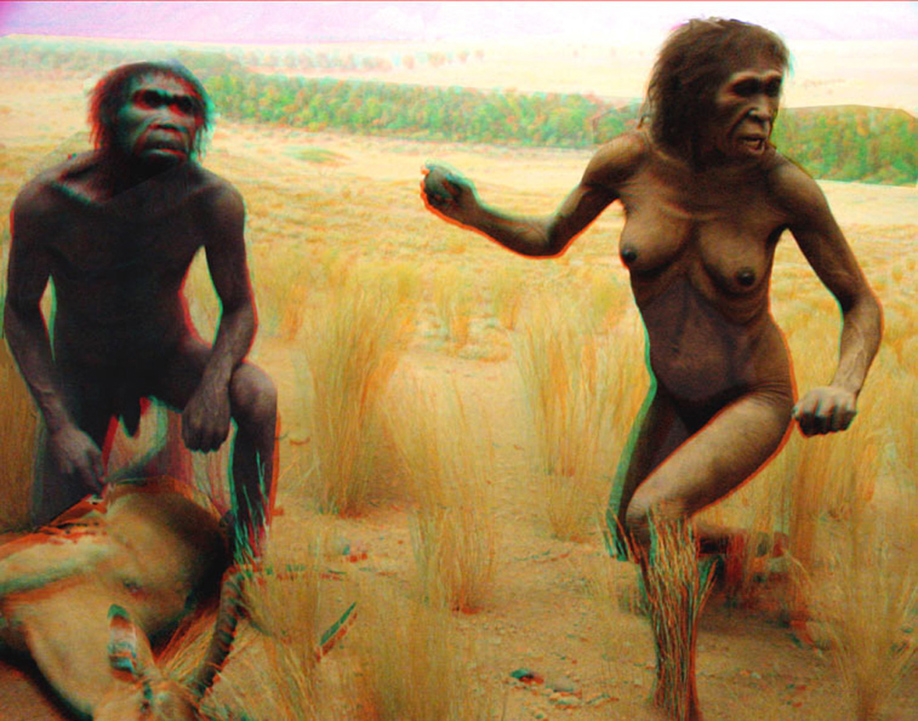
Casal de Australopithecus, uma das primeiras espécies a andar em pé, geralmente retratada em ambiente de savana.

A hipótese da savana, em paleoantropologia, foi uma das principais hipóteses sobre como o ser humano evoluiu à sua conformação atual, sobretudo pelo andar ereto (bipedalismo), partindo de indivíduos ancestrais do meio de vida arbóreo em transição para o ambiente de savana.
Ideia bem mais difundida e aceita que as demais hipóteses que tratam do tema, sobretudo a hipótese do macaco aquático e outra que defende a escolha de parceiros saudáveis em razão de parasitas, ela contudo veio sofrendo um declínio em sua comprovação a partir da década de 1990.
Segundo esta hipótese, há entre cinco e dois milhões de anos os hominídeos partiram das florestas onde se desenvolveram entre seis e cinco milhões de anos, e se adaptaram a um novo habitat primeiro aprendendo a ficar em pé e, a seguir, a andar ereto.

## Argumentos

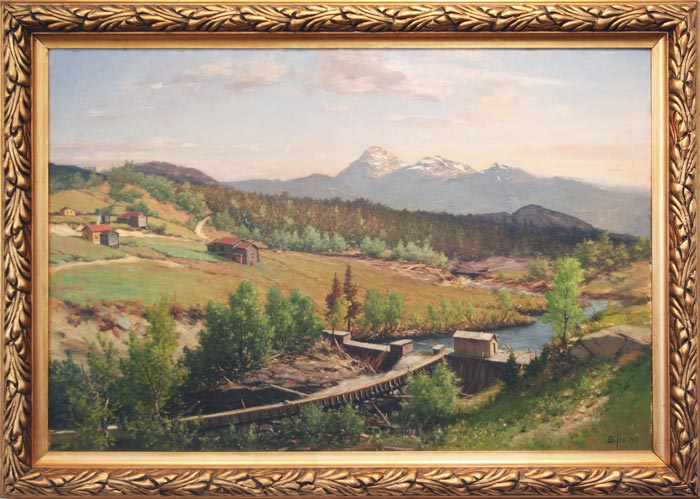
Pinturas de paisagens com campos abertos e poucas árvores seriam um comprovador da hipótese.
Andreas Edvard Disen.

Esta hipótese estava intimamente relacionada com aquela que fala da evolução para a nodopedalia (caminhar sobre os nós dos dedos), sob alegação de que os primeiros ancestrais humanos caminhavam de quatro quando partiram inicialmente para as savanas; tal fato se baseava na observação das características morfológicas encontradas em exemplares de Australopithecus anamensis e Australopithecus afarensis, e postulava que o andar sobre os dedos seria um exemplo de evolução convergente em chimpanzés e gorilas, que mais tarde desapareceu no gênero Homo. P. E. Wheeler sugeriu que outra vantagem estava na redução da quantidade de pele exposta ao sol, o que ajudava a regular a temperatura do corpo.
Os paleoantropólogos adeptos desta hipótese também postularam que a postura ereta teria sido vantajosa para os hominídeos que habitavam savanas também porque lhes permitia espreitar os predadores ou presas sobre a grama alta.
Segundo a hipótese a preferência dos ancestrais pela savana fez-se refletir no homem moderno, que manteve a predileção por paisagens abertas e com poucas árvores (onde, conjectura, seria mais fácil a coleta de vegetais e seguir os animais que caçava), o que pode ser verificado com a presença desse tipo de paisagem desde nas pinturas clássicas aos atuais parques urbanos; acresce, ainda, que testes realizados com fotografias de vários ambientes naturais apresentadas a voluntários, aquelas que exibiam imagens das savanas foram consideradas as mais atraentes; o fato de o homem não ser um animal de floresta se refletiria no atual comportamento avesso a elas, e portanto predatório: poucos os povos se estabeleceram em ambientes florestais, e seu desenvolvimento tecnológico ali restou prejudicado pois as matas impossibilitam aquilo que levou à civilização mais complexa: a agricultura e a criação de animais.

## Histórico
Embora as ideias fundamentais por trás da hipótese remontem a Darwin, ganhou proeminência com  a descoberta do Australopithecus africanus por Raymond Dart em 1924. No artigo sobre a descoberta, publicado na revista Nature, Dart escreveu:
"Para a produção do homem era necessário um aprendizado diferente para aguçar o raciocínio e acelerar as manifestações mais elevadas do intelecto - um espaço físico mais aberto, onde a competição era maior entre a rapidez e a discrição, e onde a perspicácia do pensamento e do movimento desempenharia um papel preponderante na vida. Darwin disse, "nenhum lugar do mundo é mais rico em animais perigosos do que a África Austral" e, na minha opinião, a África Austral, fornecendo um vasto campo aberto com cinturas florestais ocasionais e uma relativa escassez de água, juntamente com uma feroz e amarga competição de mamíferos, forneceu um laboratório que era essencial para esta penúltima fase da evolução humana".Original (em inglês): Australopithecus africanus: The Man-Ape of South Africa— Raymond Dart (em inglês)
Nas décadas seguintes à descoberta de Dart, mais fósseis de hominídeos foram encontrados na África Oriental e Austral, o que levou as pesquisas a concluírem que esses também eram moradores da savana. Grande parte da discussão acadêmica da época deu como certo que a transição para as savanas era responsável pelo surgimento do bipedalismo e, assim, se concentrou em determinar os mecanismos específicos pelos quais isso aconteceu.

## Declínio
Nos últimos anos do século XX novas evidências fósseis começaram a surgir, colocando em cheque a hipótese da savana. Esses remanescentes recém-descobertos mostraram indícios de que os hominídeos estavam bem adaptados para subir em árvores, mesmo antes de já terem começado a andar em pé. Tanto os humanoides quanto os chimpanzés tendem a ficar eretos quando se movem ao longo dos galhos das árvores, aumentando assim o seu alcance. Tanto Lucy , o famoso Australopithecus afarensis, como "Little Foot", a coleção de ossos do pé de Australopithecus africanus, demonstram características consistentes com o arvorismo e a marcha ereta; o primeiro caso por possuir dedos curvos, e o segundo através de um dedo grande divergente. Além disso, o pólen antigo encontrado no solo perto de onde esses fósseis foram descobertos sugere que a área costumava estar muito mais molhada e coberta de vegetação espessa, só recentemente se tornando o deserto árido que é agora.